# 한상훈 (배드민턴 선수)
한상훈(1984년 10월 27일~)은 대한민국의 배드민턴 선수로, 2009년 수디르만컵에 참가해 동메달을 획득했다.